# BVC Den Haag
Beroepsvoetbalclub Den Haag is een voormalig betaaldvoetbalclub uit Den Haag. De club werd opgericht op 1 juni 1954 en was een van de oprichters van de NBVB (Nederlandse Beroeps Voetbal Bond). De club fuseerde in november 1954 met de profclub Rotterdam tot een club die aanvankelijk Flamingo's '54 heette, maar in januari 1955 werd omgedoopt in Holland Sport. De trainer was de Hongaar Vilmos Halpern. De club speelde haar wedstrijden op sportterrein Duinhorst.
Na de fusie tussen NBVB en KNVB behoorde de Beroepsvoetbalclub Den Haag tot de zes leden van de NBVB die ophielden te bestaan.

## Spelers
- Piet van Anraad (ex-ADO)
- Toon Bauman (ex-ADO)
- J. van der Borg (ex-DHC)
- Luc Bijker (ex-AFC)
- Cock Clavan (ex-ADO)
- Mick Clavan (ex-ADO)
- Bertus de Harder (ex-Girondins de Bordeaux)
- John Huguenin (ex-VUC)
- Hans Koers (ex-Xerxes)
- Piet Kraak (ex-Stormvogels)
- Gerrit Krist (ex-Ajax)
- Leendert Krijbolder (ex-ADO)
- Wim Mangelmans (ex-ADO)
- Wim Onink (ex-VUC)
- Coen Rijshouwer (ex-Xerxes)
- Dick van der Steen (ex-Wassenaar)
- Lou Willems (ex-ADO)
- Chris Willemsen (ex-VUC)
- Wim Zwarts (ex-De Postduiven)

## Overzichtslijsten

### Seizoensoverzichten
| Resultaten van BVC Den Haag sinds de toetreding in het betaald voetbal in 1954 | Resultaten van BVC Den Haag sinds de toetreding in het betaald voetbal in 1954 | Resultaten van BVC Den Haag sinds de toetreding in het betaald voetbal in 1954 | Resultaten van BVC Den Haag sinds de toetreding in het betaald voetbal in 1954 | Resultaten van BVC Den Haag sinds de toetreding in het betaald voetbal in 1954 | Resultaten van BVC Den Haag sinds de toetreding in het betaald voetbal in 1954 | Resultaten van BVC Den Haag sinds de toetreding in het betaald voetbal in 1954 | Resultaten van BVC Den Haag sinds de toetreding in het betaald voetbal in 1954 | Resultaten van BVC Den Haag sinds de toetreding in het betaald voetbal in 1954 | Resultaten van BVC Den Haag sinds de toetreding in het betaald voetbal in 1954 | Resultaten van BVC Den Haag sinds de toetreding in het betaald voetbal in 1954 | Resultaten van BVC Den Haag sinds de toetreding in het betaald voetbal in 1954 | Resultaten van BVC Den Haag sinds de toetreding in het betaald voetbal in 1954 |
| Seizoen                                                                        | Competitie                                                                     | Competitie                                                                     | Competitie                                                                     | Competitie                                                                     | Competitie                                                                     | Competitie                                                                     | Competitie                                                                     | Competitie                                                                     | Competitie                                                                     | Kwalificatie                                                                   | KNVB beker                                                                     | Bijzonderheid |
| Seizoen                                                                        | Divisie                                                                        | GW                                                                             | W                                                                              | G                                                                              | V                                                                              | PNT                                                                            | DV                                                                             | DT                                                                             | POS                                                                            | Kwalificatie                                                                   | KNVB beker                                                                     | Bijzonderheid |
| ------------------------------------------------------------------------------ | ------------------------------------------------------------------------------ | ------------------------------------------------------------------------------ | ------------------------------------------------------------------------------ | ------------------------------------------------------------------------------ | ------------------------------------------------------------------------------ | ------------------------------------------------------------------------------ | ------------------------------------------------------------------------------ | ------------------------------------------------------------------------------ | ------------------------------------------------------------------------------ | ------------------------------------------------------------------------------ | ------------------------------------------------------------------------------ | --- |
| 1954/55                                                                        | NBVB                                                                           | 11                                                                             | 4                                                                              | 1                                                                              | 6                                                                              | 9                                                                              | 16                                                                             | 23                                                                             | 8e                                                                             | –                                                                              | Geen bekertoernooi                                                             | BVC Den Haag treedt toe tot het betaald voetbal De competitie werd na de fusie van de KNVB en de NBVB niet afgemaakt. Alle teams werden opnieuw ingedeeld. BVC Den Haag fuseert met Rotterdam tot Flamingo's, welke later werd hernoemd naar Holland Sport. |

### Topscorer
- 1954/55:  Bertus de Harder (3)
0000000  Lou Willems (3)

### Trainer
- 1954–1954:  Vilmos Halpern